# Bullenberger Bach
Der Bullenberger Bach, im Quellgebiet und Oberlauf auch Klein Briesener Bach, ist ein an Mäandern reiches Flüsschen, das im nördlichen Hohen Fläming entspringt und zur Temnitz entwässert.

## Verlauf
Das weitgehend naturbelassene Flämingfließ entspringt als Klein Briesener Bach etwa zwei Kilometer südwestlich des zu Bad Belzig gehörenden Dorfes Klein Briesen am Südhang der 103,5 Meter hohen Briesener Berge. Zunächst in östliche Richtung verlaufend passiert er Klein Briesen. Vier Kilometer östlich Klein Briesens erreicht der Bach den zum Ortsteil Ragösen gehörenden Wohnplatz Bullenberg. Ab Bullenberg wird er entsprechend Bullenberger Bach genannt. Zwischen Klein Briesen und Bullenberg nimmt dieser seinen einzigen Nebenfluss, den Polsbach, auf. Hinter dem Weiler Bullenberg schwenkt das Flüsschen scharf nach Norden, um nach weiterem Lauf durch das Golzower Bruch nach insgesamt 9,5 Kilometer westlich Golzows in die Temnitz einzumünden.

## Schutzgebiete
Der Bullenberger Bach durchfließt mehrere, teilweise sich überlappende Schutzgebiete. So liegt er beispielsweise bis hinter Bullenberg im Naturpark Hoher Fläming und im Landschaftsschutzgebiet Hoher Fläming – Belziger Landschaftswiesen. Der Oberlauf bis an den Weiler Bullenberg heran ist als Naturschutzgebiet Bullenberger Bach/Klein Briesener Bach ganz besonders unter Schutz gestellt. Daneben liegt das Fließ in den beiden FFH-Gebieten Bullenberger Bach und Plane Ergänzung. Das Mündungsgebiet ist ein Geschützten Landschaftsbestandteils mit dem Namen Golzower Bruch. Daneben gibt es im gesamten Verlauf mehrere Geschützte Biotope.

## Naturschutzgebiet
Das Naturschutzgebiet Bullenberger Bach/Klein Briesener Bach wurde im Jahr 2003 ausgewiesen. Es beinhaltet den gesamten Oberlauf des Gewässers einschließlich seines Nebenflusses Polsbach. Im Naturschutzgebiet entlang des Bullenberger Bachs dominieren Erlenbruchwälder. Es kommen verschiedene geschützte Fledermausarten, der Eisvogel, der Schwarzstorch, der Mittelspecht, der Moorfrosch, der Edelkrebs und Zweigestreifte Quelljungfern vor. Das Schutzgebiet hat eine Größe von 298 Hektar.